# Walter Warlimont
Walter Warlimont (3 tháng 10 năm 1894 - 9 tháng 10 năm 1976) là một sĩ quan với vai trò là phó chỉ huy của Oberkommando der Wehrmacht (OKW), Bộ Tư lệnh Tối cao Lực lượng Vũ trang Đức trong suốt Thế chiến II.

## Tiểu sử
Walter Warlimont là con của Louis Warlimont (1857-1923) và Anna Rinck (1860-1931). Bố mẹ ông đều đến từ Eupen. Cha ông là một nhà bán sách và đồ cổ ở Osnabrück.

## Thế chiến I và những năm liên chiến
Warlimont sinh ra ở Osnabrück, Đức. Tháng 6 năm 1914, ngay trước khi Chiến tranh thế giới thứ nhất bắt đầu, ông được thăng hàm thiếu úy của Trung đoàn pháo binh pháo binh số 10 ở Alsace. Trong chiến tranh, ông từng là một sĩ quan pháo binh và chỉ huy pin ở Pháp và sau đó ở Ý. Cuối năm 1918, ông phục vụ trong đoàn quân súng Freikorps Jäger của tướng Ludwig Maercker.
Trong những năm chiến tranh, Warlimont nắm giữ các cương vị trong các vai trò quân sự khác nhau. Năm 1922, ông phục vụ trong Trung đoàn 6 của pháo binh và năm 1927, dưới tư cách một thuyền trưởng, ông là phụ tá thứ hai cho Tướng Werner von Blomberg, chỉ huy trưởng Truppenamt, Tổng tham mưu Đức. Vào tháng 5 năm 1929, Warlimont đã tham gia Quân đội Hoa Kỳ trong một năm để nghiên cứu lý thuyết huy động công nghiệp của Mỹ trong thời chiến. Điều này đã dẫn tới sự phục vụ của ông từ năm 1930 đến năm 1933 với tư cách là một nhân viên của bộ phận Huy động Công nghiệp của Bộ Quốc phòng Đức. Ông trở thành trưởng phòng của năm 1935.
Từ tháng 8 đến tháng 11 năm 1936, sau cuộc Nội chiến Tây Ban Nha nổ ra, Warlimont phục vụ như là Đại diện Toàn quyền Wehrmacht của Bộ trưởng Chiến tranh Reich cho chính phủ Tây Ban Nha Francisco Franco ở Tây Ban Nha. Reich War Werner von Blomberg chỉ đạo Warlimont điều phối viện trợ của Đức để hỗ trợ cuộc chiến của Franco chống lại lực lượng chính phủ Tây Ban Nha.
Năm 1937, ông viết Bản ghi nhớ Warlimont kêu gọi tổ chức lại lực lượng vũ trang Đức dưới một đơn vị nhân sự và một chỉ huy tối cao. Kế hoạch này nhằm hạn chế sức mạnh của đẳng cấp cao trong lợi của Adolf Hitler. Trên cơ sở bản ghi nhớ này, Hitler đã phát triển Oberkommando der Wehrmacht (Bộ chỉ huy lực lượng vũ trang) với Hitler là chỉ huy tối cao. Warlimont đã được khen thưởng vào năm 1939 với một bài làm phó của Tướng Alfred Jodl. Năm 1938 ông được thăng đại tá và trở thành chỉ huy Trung đoàn pháo binh số 26.

## Chiến tranh thế giới II
Cuối năm 1938, Warlimont trở thành Cán bộ Nhân viên Hoạt động cao cấp cho Tổng Wilhelm Keitel. Đây là một vị trí thèm muốn, và vì vậy từ tháng 9 năm 1939 đến tháng 9 năm 1944 ông giữ chức vụ Phó Chánh Văn phòng Hoạt động (Wehrmachtführungsstab: WFSt: Các Đội Điều hành Lực lượng Vũ trang). Tướng Jodl là sĩ quan cao cấp của ông, từng đảm nhiệm vai trò Chỉ huy Bộ phận Vận hành, chịu trách nhiệm về tất cả các kế hoạch chiến lược, điều hành và chiến tranh.
Trong khi phục vụ cho nhân viên hoạch định chiến dịch quân sự này, vào đầu năm 1939 ông đã trợ giúp để phát triển một số kế hoạch xâm lược quân sự của Ba Lan. Ngày 1 tháng 9 năm 1939, quân đội Đức xâm lược Ba Lan, qua đó bắt đầu Chiến tranh thế giới II.
Năm 1940 ông được thăng cấp lên Generalmajor, và ông đã hỗ trợ phát triển kế hoạch xâm chiếm của Pháp. Trong trận chiến Pháp, ngày 14 tháng 6 năm 1940, Warlimont, trong một bước đi táo bạo, đã yêu cầu phi công của chiếc Fieseler Storch cá nhân của mình tới Place de la Concorde ở trung tâm Paris. Năm 1941, ông tiếp tục hỗ trợ phát triển các cuộc xâm nhập vào Nga. Nhờ điều này ông đã được thăng cấp lên Generalleutnant vào năm 1942.
Sự thăng tiến nhanh chóng của ông về cấp bậc gần như bị đẩy ra vào ngày 3 tháng 11 năm 1942 khi ông ta bị đuổi khỏi công việc của mình sau khi một quan chức cấp dưới không xử lý được một thông điệp từ Thống chế Erwin Rommel đủ nhanh chóng. Tuy nhiên, chỉ năm ngày sau, ông được triệu hồi đến nhiệm vụ viếng thăm Chính phủ Pháp Vichy ở Pháp để điều phối việc bảo vệ vùng đất thuộc địa của họ khỏi sự chiếm đóng có thể có của đồng minh.
Vào tháng 2 năm 1943, Warlimont đã tới Tunis để trao đổi với Rommel về việc liệu người Đức có nên từ bỏ Bắc Phi hay không.
Vào đầu năm 1944, Warlimont được thăng cấp lên tướng pháo binh. Với tư cách là Phó Chánh Văn phòng Lực lượng Hoạt động Vũ trang, ông tiếp tục đưa ra các cuộc họp giao ban hàng ngày cho Hitler về tình trạng hoạt động quân sự của Đức.
Vào ngày D, khi Đồng Minh xâm lược Normandy, Pháp, Warlimont đã gọi cho Tướng Jodl để yêu cầu các xe tăng Đức ở Normandy phải được thả ra để tấn công quân xâm lược Đồng Minh. Jodl trả lời rằng anh ta không muốn đưa ra quyết định đó; Họ sẽ phải đợi cho đến khi Hitler tỉnh dậy. Một khi Hitler thức dậy và cho phép phóng các xe tăng để tấn công, đã quá muộn để ngăn chặn cuộc xâm lược của Đồng Minh thành công. Ngày hôm sau, Hitler đã phái Warlimont đến kiểm tra hệ thống phòng thủ của Đức ở Ý.
Ngày 20 tháng 7 năm 1944, Warlimont bị thương trong vụ đánh bom cảm tử chống lại Hitler trong một tòa nhà chiến tranh ở Rastenburg. Ông bị chấn động đầu nhẹ. Sau đó ông gọi điện cho Đại sảnh Günther von Kluge và thuyết phục ông rằng Hitler vẫn còn sống; Điều này khiến von Kluge không tiếp tục cuộc đảo chính chống Hitler. Mặc dù Warlimont bị thương bên cạnh Hitler, tuy nhiên, ông đã bị xem sai là có liên quan đến âm mưu chống Hitler. Mặc dù vậy, ông vẫn tiếp tục nhận được Huy hiệu vết thương đặc biệt vào ngày 20 tháng 7, chỉ được trao cho những người bị thương hoặc bị giết trong vụ nổ ngày 20 tháng 7.Ngày 22 tháng 7, Warlimont đến Pháp để gặp mặt với Thống chế Rommel (người đã bị thương một tuần trước bằng một cuộc tấn công bằng máy bay đồng minh) và trợ lý hải quân của Rommel, Phó đô đốc Friedrich Ruge, để thảo luận về tình hình chiến trường đang xấu đi ở Normandy.
Mặc dù Hitler (trong Wolfsschanze) ra lệnh cho Warlimont tới Paris vào ngày 1 tháng 8 để nghiên cứu tình hình quân đội Đức với Đại tá von Kluge, Hitler nghĩ rằng Warlimont có thể dính líu vào âm mưu ám sát ông ta (một hành động mà Warlimont phủ nhận). Ngày 2 tháng 8, Warlimont gặp bên ngoài Paris với Tổng Günther Blumentritt và khuyên ông rằng Hitler muốn người Đức lấy lại được sáng kiến tấn công chống lại quân Đồng minh thông qua Chiến dịch Lüttich / Liege. Sau đó, Warlimont đã yêu cầu Tổng Heinrich Eberbach tiếp tục các cuộc tấn công của ông ta trong vùng bỏ túi của Falaise. Mặc dù tất cả các tướng của Đức thông báo với Warlimont rằng họ tin rằng cuộc tấn công sẽ thất bại, ông đã cống cho Hitler rằng các tướng lĩnh "tự tin thành công".
Thậm chí ông chủ của Warlimont, Tướng Jodl cũng tin tưởng tương tự về khả năng không đáng tin cậy của Warlimont. Nhưng Warlimont không tham gia vào phong trào chống Hitler. Warlimont vẫn tiến hành các chỉ thị của Hitler, nhưng ông đã bị vỡ mộng với Hitler và nhận ra rằng Đức sẽ bị đánh bại.
Mặc dù nghi ngờ về sự tin cậy của Warlimont, trong tháng 9 năm 1944 tướng Jodl đã xem xét việc đưa Warlimont vào chức vụ Tham mưu trưởng của mình. Tuy nhiên, theo yêu cầu của Warlimont, do phép thuật chóng mặt do vụ ám sát ông Hitler vào ngày 20 tháng 7, ông ta đã được chuyển sang và rút lui về Bộ Tư lệnh của OKH (khu bảo tồn Führer) và không được sử dụng thêm trong chiến tranh. Trong suốt chiến tranh, Warlimont và ông chủ của ông, tướng Jodl, đã có một mối quan hệ làm việc rất căng thẳng.

## Xét xử và kết án

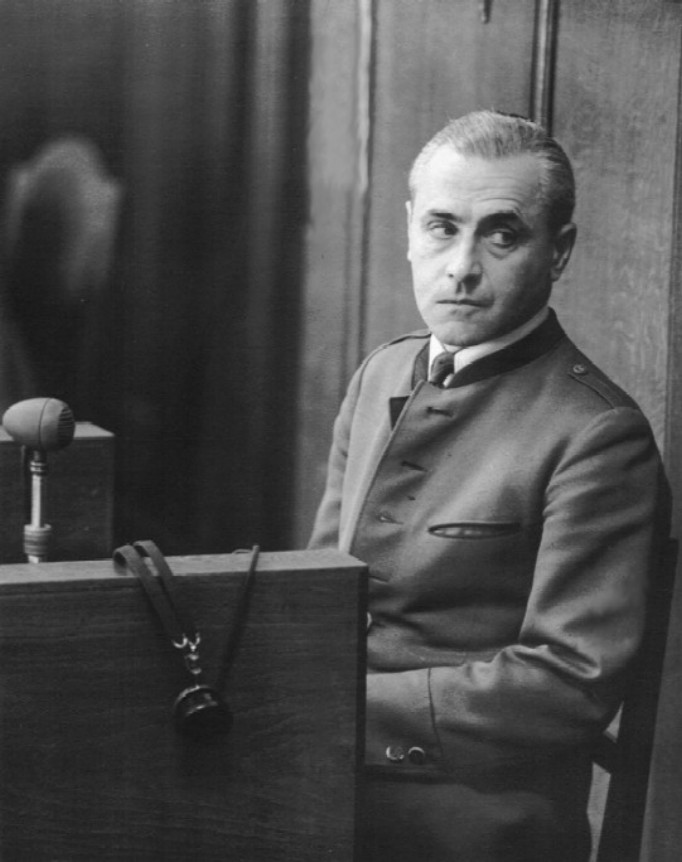
Warlimont tại tòa án Nuremberg, 1948.

Tháng 10 năm 1948, Warlimont đã bị xét xử trước tòa án quân sự Hoa Kỳ trong Phiên xét xử Tối cao vì ông đã thông qua chỉ thị của Hitler rằng các đơn vị Đồng Minh phải bị hành quyết thay vì bị giữ như những tù nhân chiến tranh, cái gọi là Commando Gọi món. Ông bị kết án và bị kết án tù chung thân. Tuy nhiên, năm 1951, bản án của ông đã giảm xuống còn 18 năm. Năm 1957 đã có một ân xá cho một số tù nhân, và cuối cùng ông ta được thả ra từ Nhà tù Landsberg. Sau chiến tranh, ông đã viết nhiều nghiên cứu lịch sử chiến tranh khác nhau.
Năm 1962, Warlimont đã viết Inside Hitler's Headquarters 1939-1945. Hugh Thomas đã viết: "Warlimont trở nên nổi tiếng, với Keitel và Jodl, là một trong số các nhân viên Đức trung thành nhất với Hitler và đã bị kết án 18 năm tù giam vào năm 1949 dưới hình thức một tội phạm chiến tranh nhỏ".
Walter Warlimont qua đời ở Kreuth gần Tegernsee.

## Gia đình
Walter Warlimont là con của Louis Warlimont (1857-1923) và Anna Rinck (1860-1931). Cha mẹ của ông đến từ Eupen, hôm nay là một phần của Cộng đồng nói tiếng Đức của Bỉ, và di cư đến Osnabrück. Cha của ông là một nhà sách và nhà cổ.
Walter Warlimont kết hôn năm 1927 Anita von Kleydorff (1899-1987), con gái của Franz Egenieff hoặc Marian Eberhard Franz Emil von Kleydorff, con trai của hoàng tử Emil zu Sayn-Wittgenstein-Berleburg và Paula Busch, con gái của Mỹ, Adolphus Busch. Vợ ông sống trong Thế chiến I ở Mỹ.